# فردیناندو لینیانو
فردیناندو لینیانو (ایتالیایی: Ferdinando Lignano؛ زادهٔ ۱۳ اوت ۱۹۴۸) بازیکن واترپلو اهل ایتالیا بود. وی در بازی‌های المپیک تابستانی ۱۹۷۲ شرکت کرده‌است.